# エマヌエーレ・ンドイ
エマヌエーレ・ンドイ（Emanuele Ndoj、1996年11月20日 - ）は、イタリア・シチリア島カターニア出身のサッカー選手。アルバニア代表。セリエB・ブレシア・カルチョ所属。

## 経歴

### クラブ
カルチョ・パドヴァ、ASローマ、ブレシア・カルチョの下部組織を経て、2016年8月7日、ブレシア・カルチョの選手としてコッパ・イタリア2回戦のACピサ1909戦でトップチームデビューしたが、チームは1-1の引き分けに終わった。27日には、カルチョ・アベリノとの試合でセリエBデビューを飾った。

### 代表
2018年5月29日、コソボ代表との親善試合でフル代表デビューした。6月3日には、ウクライナ代表との試合で後半88分、自身初の代表初得点を記録した。

## タイトル

### クラブ
ブレシア・カルチョ
- セリエB : 1回 (2018-19)